# Harry Endo

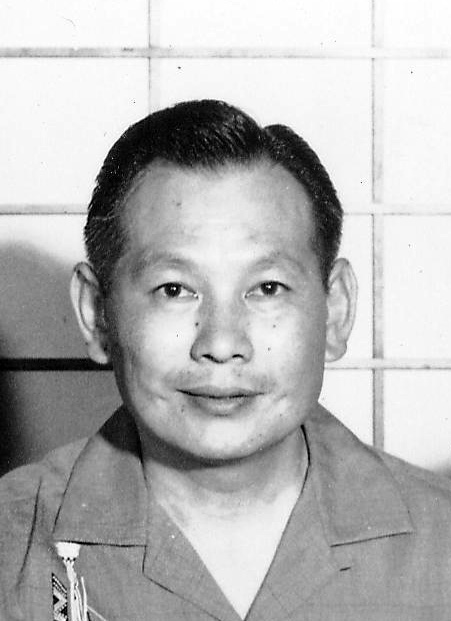
Harry Endo (1959)

Harry Endo (geboren als Ichito Endo 20. Juli 1922 in Denver, Colorado, Vereinigte Staaten; † 9. Januar 2009 in Brooklyn, New York City) war ein US-amerikanischer Schauspieler.

## Leben
Endo diente in den späten 1940er Jahren in der United States Army als Funker einer Infanterie-Einheit. Endo lebte lange in Hawaii. Er arbeitete für die Territorial Savings Bank in Hawaii.  Als er 1968 einen Werbespot für diese Bank drehte, wurde er als Darsteller für die Rolle des Che Fong in der Fernsehserie Hawaii Fünf-Null entdeckt. Von 1968 bis 1977 spielte er in dieser Rolle in Staffel 3 bis Staffel 9 in 115 Episoden und im Fernsehfilm Hawaii Five-O von 1997 mit. Er nahm auch verschiedene Nebenrollen in anderen Fernsehserien an. Endo hatte nie eine Schauspielschule absolviert. 2009 starb Endo 21 Monate vor der Premiere des Reboots der Serie mit dem Titel Hawaii Five-0. In diesem Reboot kommt der Character Che Fong, jetzt unter dem Namen Charlie Fong, ebenfalls vor. Allerdings hat er wesentlich weniger Auftritte als Che Fong in der ursprünglichen Serie.

## Familie
Endo war mehr als 60 Jahre lang verheiratet mit Myrtle Endo. Das Ehepaar hatte zwei Kinder.

## Filmografie
- 1968–1977, 1997: Hawaii Fünf-Null (Hawaii Five-O, in den Staffeln 3 bis 9 in 111 Episoden, als Che Fong)
- 1976: Reich & arm II, Staffel 1, Episode 1, Chapter I, als Vogel
- 1977: Code Name: Diamond Head als Dr. En-Ping
- 1982: Magnum, p.i.
  - Ms. Jones, Staffel 5, Episode 19, als Mr. Matsuda
  - Unfinished Business, Staffel 8, Episode 8, als Judge Homer Haruda
- 1992: Mord ist ihr Hobby, Magnum on Ice, Staffel 3, Episode 8, als Desk Clerk
- 1994: Jake und McCabe – Durch dick und dünn, My Heart Belongs to Daddy, Staffel 3, Episode 24, als Doctor[1]